# ジョヴァンニ・マルティーノ・チェーザレ
ジョヴァンニ・マルティーノ・チェーザレ（Giovanni Martino Cesare, 1590年頃 - 1667年2月6日）は、イタリアの作曲家、ツィンク奏者。

## 生涯
ウーディネ出身。ギュンツブルクのカール・フォン・エスターライヒの宮廷にツィンク奏者として仕え、1611年に最初の曲集を出版した。1615年、ミュンヘンのバイエルン公マクシミリアン1世の宮廷に移り、ミュンヘンで生涯を終えた。
著名な作品には『音楽の旋律（Musicali melodie）』（1621年）があり、14の楽器からなる1 - 6声と通奏低音のカンツォーナと14のモテットからなっている。

## 文献
- Willi Apel, Thomas Binkley : Italian violin music of the seventeenth century - Page 33, 1990
- Stewart Carter, Jeffery Kite-Powell : A Performer's Guide to Seventeenth-Century Music - Page 108, 2012